# Thakarius Keyes
Thakarius Keyes (Laurel, 9 novembre 1997) è un giocatore di football americano statunitense che milita nel ruolo di cornerback per i Kansas City Chiefs della National Football League (NFL).

## Carriera

### Kansas City Chiefs
Keyes al college giocò a football alla Tulane University dal 2016 al 2019. Fu scelto nel corso del settimo giro (237º assoluto) del Draft NFL 2020 dai Kansas City Chiefs. Nella sua stagione da rookie mise a segno 8 tackle in 8 presenze.

## Palmarès
- American Football Conference Championship: 1

Kansas City Chiefs: 2020